# Allomyia chama
Allomyia chama är en nattsländeart som först beskrevs av Donald G. Denning 1953.  Allomyia chama ingår i släktet Allomyia och familjen Apataniidae. Inga underarter finns listade i Catalogue of Life.